# Georg Gottlieb Leberecht von Hardenberg
Georg Gottlieb Leberecht von Hardenberg (* 12. September 1732; † 16. Januar 1822 in Schlöben) war ein wirklicher Geheimer Rat und Hofmarschall in Sachsen-Gotha sowie Besitzer der Rittergüter Oberwiederstedt, Rabis, Schlöben und Möckern sowie landschaftliches Ausschussmitglied des Fürstentums Altenburg, Oberstallmeister und Obersteuereinnehmer.
Er stammte aus der Wiederstedter Linie des niedersächsischen Adelsgeschlecht von Hardenberg und war ein Sohn von Anton Gottlieb Christoph von Hardenberg und der Catharina Sidonie von Heynitz. Novalis ist sein Neffe.
Er starb in der Nacht vom 16. zum 17. Januar 1822 in Schlöben im Beisein seiner Nichte Sidonie von Dieskau und seines Neffens Anton von Hardenberg.